# Helymaeus signaticollis
Helymaeus signaticollis är en skalbaggsart som beskrevs av Francis Polkinghorne Pascoe 1878. Helymaeus signaticollis ingår i släktet Helymaeus och familjen långhorningar. Inga underarter finns listade i Catalogue of Life.